# Bahnstrecke Počerady–Vrskmaň
| Kursbuchstrecke: | 13a (1960)           |                                          |                                          |
| Streckenlänge: | 17,575 km            |                                          |                                          |
| Spurweite: | 1435 mm (Normalspur) |                                          |                                          |
| |                      |                                          |                                          |
| \| \| \| von Plzeň (vorm. EPPK) \| \| \| \| 0,000 \| Počerady früher Potscherad \| Počerady früher Potscherad \| \| \| \| nach Obrnice (–Duchcov) (vorm. EPPK) \| \| \| \| \| vlečka \| \| \| \| \| nach Komořany (Grubenbahn) \| \| \| \| 3,90 \| Polerady u Mostu früher Polerad \| Polerady u Mostu früher Polerad \| \| \| 6,00 \| Koporeč früher Kopertsch \| Koporeč früher Kopertsch \| \| \| \| vlečka důl Hrabák \| \| \| \| 7,90 \| Havraň früher Hawran \| Havraň früher Hawran \| \| \| 11,422 \| Malé Březno früher Kleinpriesen (b Brüx) \| Malé Březno früher Kleinpriesen (b Brüx) \| \| \| 13,649 \| Strupčice früher Trupschitz \| Strupčice früher Trupschitz \| \| \| \| vlečka důl Anna (Annaschacht) \| \| \| \| 15,820 \| Okořín früher Uckern \| Okořín früher Uckern \| \| \| \| vlečka důl Elektra (Elektraschacht) \| \| \| \| \| vlečka důl Betty (Bettyschacht) \| \| \| \| \| von Ústí nad Labem (vorm. ATE) \| \| \| \| 17,575 \| Vrskmaň früher Wurzmes \| Vrskmaň früher Wurzmes \| \| \| \| nach Chomutov (vorm. ATE) \| \| \| \| \| \| \| \| Quellen: [1][2] \| \| \| \| |                      |                                          |                                          |
| Strecke |                      | von Plzeň (vorm. EPPK)                   | von Plzeň (vorm. EPPK)                   |
| Bahnhof | 0,000                | Počerady früher Potscherad               | Počerady früher Potscherad               |
| Abzweig geradeaus und nach rechts |                      | nach Obrnice (–Duchcov) (vorm. EPPK)     | nach Obrnice (–Duchcov) (vorm. EPPK)     |
| Abzweig geradeaus und ehemals nach rechts |                      | vlečka                                   | vlečka                                   |
| Abzweig ehemals geradeaus und nach rechts |                      | nach Komořany (Grubenbahn)               | nach Komořany (Grubenbahn)               |
| Haltepunkt / Haltestelle (Strecke außer Betrieb) | 3,90                 | Polerady u Mostu früher Polerad          | Polerady u Mostu früher Polerad          |
| Haltepunkt / Haltestelle (Strecke außer Betrieb) | 6,00                 | Koporeč früher Kopertsch                 | Koporeč früher Kopertsch                 |
| Abzweig geradeaus und nach rechts (Strecke außer Betrieb) |                      | vlečka důl Hrabák                        | vlečka důl Hrabák                        |
| Bahnhof (Strecke außer Betrieb) | 7,90                 | Havraň früher Hawran                     | Havraň früher Hawran                     |
| Haltepunkt / Haltestelle (Strecke außer Betrieb) | 11,422               | Malé Březno früher Kleinpriesen (b Brüx) | Malé Březno früher Kleinpriesen (b Brüx) |
| Bahnhof (Strecke außer Betrieb) | 13,649               | Strupčice früher Trupschitz              | Strupčice früher Trupschitz              |
| Abzweig geradeaus und nach links (Strecke außer Betrieb) |                      | vlečka důl Anna (Annaschacht)            | vlečka důl Anna (Annaschacht)            |
| Haltepunkt / Haltestelle (Strecke außer Betrieb) | 15,820               | Okořín früher Uckern                     | Okořín früher Uckern                     |
| Abzweig geradeaus und nach links (Strecke außer Betrieb) |                      | vlečka důl Elektra (Elektraschacht)      | vlečka důl Elektra (Elektraschacht)      |
| Abzweig geradeaus und nach rechts (Strecke außer Betrieb) |                      | vlečka důl Betty (Bettyschacht)          | vlečka důl Betty (Bettyschacht)          |
| Abzweig geradeaus und von rechts (Strecke außer Betrieb) |                      | von Ústí nad Labem (vorm. ATE)           | von Ústí nad Labem (vorm. ATE)           |
| Bahnhof (Strecke außer Betrieb) | 17,575               | Vrskmaň früher Wurzmes                   | Vrskmaň früher Wurzmes                   |
| Strecke (außer Betrieb) |                      | nach Chomutov (vorm. ATE)                | nach Chomutov (vorm. ATE)                |
| |                      |                                          |                                          |
| Quellen: |                      |                                          |                                          |

Die Bahnstrecke Počerady–Vrskmaň war eine Eisenbahnverbindung in Tschechien, die ursprünglich als staatlich garantierte Lokalbahn Potscherad–Wurzmes (tschech.: Místní dráha Počeradec–Vrskmany) erbaut und betrieben wurde. Sie zweigte in Počerady (Potscherad) von der Bahnstrecke Plzeň–Duchcov ab und führte im Nordböhmischen Becken nach Vrskmaň (Wurzmes), wo sie in die Bahnstrecke Ústí nad Labem–Chomutov einmündete. Im Jahr 1960 wurde der durchgehende Eisenbahnbetrieb infolge des dortigen Braunkohlebergbaues eingestellt.

## Geschichte
Am 2. November 1881 wurde den Herren Marcus Stein und Adolf Löw „das Recht zum Baue und Betriebe einer als normalspurige Localbahn auszuführenden Locomotiveisenbahn von der Station Potscherad der Eisenbahn Pilsen–Priesen(–Komotau) über Habran, Kleinpriesen und Trubschitz nach Wurzmes zum Anschlusse an die Aussig-Teplitzer Eisenbahn“ erteilt. Teil der Konzession war die Verpflichtung, den Bau der Strecke sofort zu beginnen und „binnen einem Jahre“ fertigzustellen. Die Konzession war für eine Dauer von 90 Jahren ausgestellt.
Die Aktiengesellschaft Lokalbahn Potscherad–Wurzmes wurde mit einem Stammkapital von einer Million Gulden im Jahr 1886 mit Sitz in Prag gegründet. Ausgegeben wurden 5.000 Stück Stammaktien zu je 200 Gulden.
Am 1. März 1887 wurde die Strecke eröffnet. Den Betrieb führten die k.k. Staatsbahnen (kkStB) für Rechnung der Eigentümer aus. Nach dem Ersten Weltkrieg traten an Stelle der kkStB die neu gegründeten Tschechoslowakischen Staatsbahnen (ČSD).
Am 30. Mai 1923 wurde die Lokalbahn Potscherad–Wurzmes per Gesetz vom tschechoslowakischen Staat erworben. Fortan gehörte die Strecke zum Netz der ČSD.
Der Einsatz moderner Motorzüge in den 1930er Jahren ermöglichte sowohl eine Verdichtung des Fahrplanes, als auch eine deutliche Verkürzung der Reisezeiten. Im Winterfahrplan gültig ab 3. Oktober 1937 waren die meisten Zugläufe in Havraň gebrochen. In der Verkehrsrichtung Počerady–Vrskmaň gab lediglich es zwei durchlaufende Reisezugpaare, in der Gegenrichtung eines. Vier weitere verkehrten werktags zwischen Počerady und Havraň sowie fünf zwischen Havraň und Vrskmaň. Die Reisezeit bei den durchlaufenden Zügen betrug lediglich 34 Minuten.

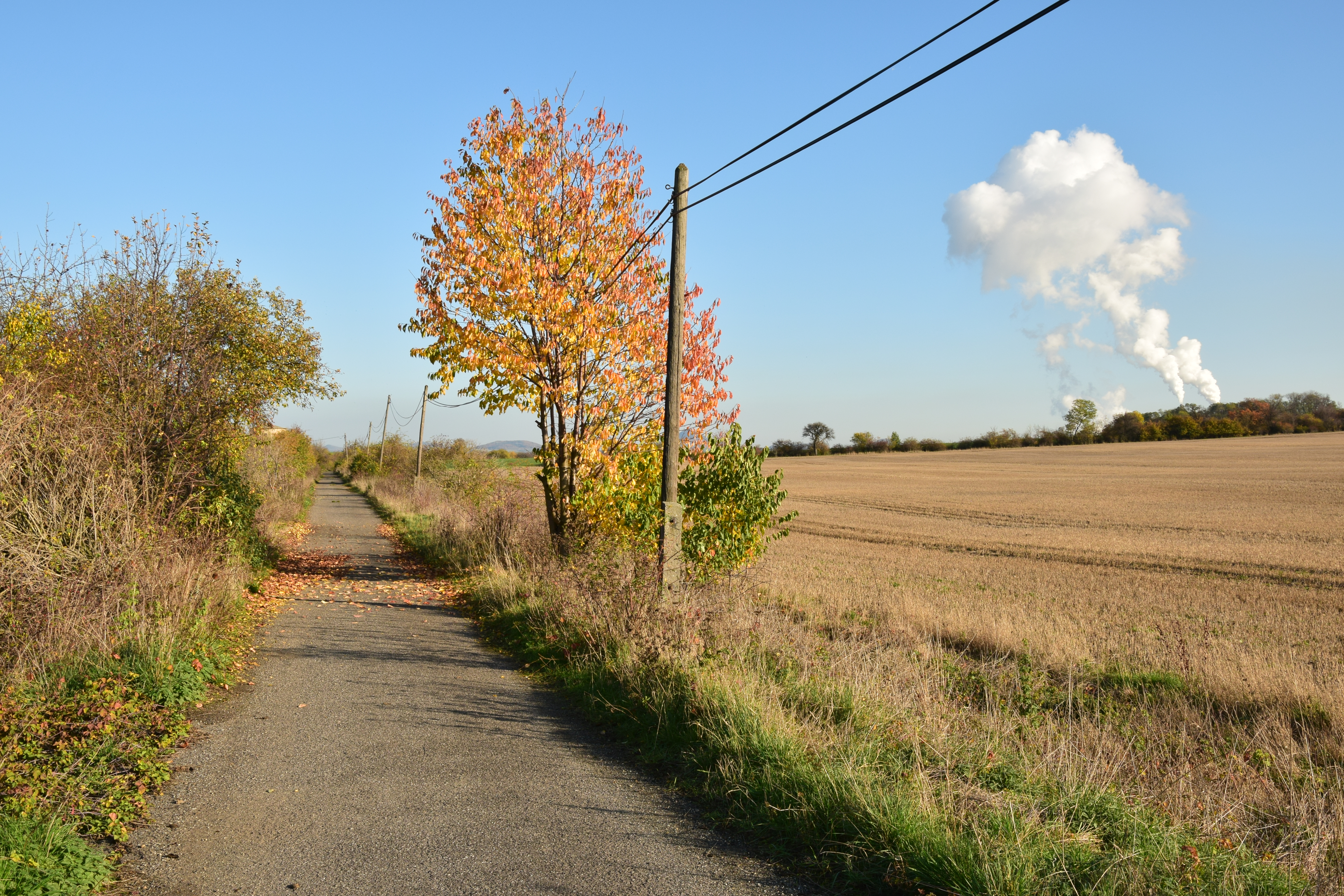
Ehemalige Strecke bei Lišnice (2020)

Nach der Angliederung des Sudetenlandes an Deutschland im Herbst 1938 kam die Strecke zur Deutschen Reichsbahn, Reichsbahndirektion Dresden. Im Reichskursbuch war die Verbindung nun als KBS 140e und später 167p Potscherad–Wurzmes enthalten. Die RBD Dresden behielt die übernommene Fahrplanstruktur zunächst bei, bis die Triebwagen am Beginn des Zweiten Weltkrieges im September 1939 abgestellt werden mussten.
Nach dem Ende des Zweiten Weltkriegs im Mai 1945 kam die Strecke wieder zu den ČSD.
Im Jahr 1960 musste der durchgehende Zugverkehr wegen der Ausweitung der Braunkohle-Tagebaue důl Jan Šverma und důl Vršany eingestellt werden. Im letzten Fahrplan von 1959/60 waren noch sechs Personenzugpaare verzeichnet, die sämtlich als Motorzug verkehrten. Die Teilstrecke Vrskmaň–Havraň wurde dann noch als Anschlussbahn für die Braunkohlegruben weiter genutzt. Dieser Restbetrieb wurde 1984 im Zusammenhang mit der Neutrassierung der Bahnstrecke Ústí nad Labem–Chomutov zwischen Třebušice und Chomutov („Ervěnický koridor“) endgültig aufgeben.
Zwischen Malé Březno und Strupčice wurde das Bahngebiet nach 1960 vom Bergbau in Anspruch genommen und überformt. Erhalten blieb lediglich ein kurzer Abschnitt zwischen Počerady und dem heute nicht mehr existierenden Schmalzhof bei Polerady, der als Teil des dortigen Grubenbahnnetzes nachgenutzt wird. Die restliche Trasse ist heute zu einem großen Teil ein Fahrweg.